# Szentlélek-templom (Tallinn)
A tallinni Szentlélek-templom (Püha Vaimu kirik, Pühavaimu kirik) az egyedüli 14. századi egyházi épület az észt fővárosban, amely eredeti formájában maradt meg. Az evangélikus templom 1997-ben a történelmi belváros részeként felkerült a világörökség listájára.
Az egyszerű, gótikus stílusú templom építését az 1360-as években fejezték be, első írásos említése 1316-ból való. A templom egyszerű külsejével ellentétben a belseje gazdagon díszített. A Bernt Notke által 1453-ban készített oltár Észtország egyik legértékesebb középkori műkincse.
A Szentlélek-templom fontos szerepet játszott az észt kultúra történetében, itt tartották ugyanis az első észt istentiszteleteket. Úgy tartják, hogy Johann Koell a templom lelkésze írta az első észt könyvet, az 1535-ben kiadott katekizmust. A 16. század végén itt tanított Balthasar Russow livóniai krónikás.
A harangtornyot 1433-ban építették, Észtországban ez volt a legrégebbi. 2002 májusában egy tűzben súlyosan megrongálódott. Az oldalfalon található festett óra a legrégebbi nyilvános óra Tallinnban.